# Spongyabob Kockanadrág (2. évad)
A SpongyaBob Kockanadrág második évada 20 epizódból áll. A premier 2000. október 26-án volt, az "Valami bűzlik/Erőszakos cipők" epizóddal. Az évad 2002. szeptember 6-án ért véget, a "Temetői műszak/Rozsdás érzelmek" című résszel, majd utólag, 2003. július 26-án leadták a még az évadhoz tartozó "Csigusz fürdőt vesz" című részt is. Magyarországon máshogy vetítették, először a "Lóg a cipőfűződ/Tunyacsáp szabadnapja" című részt, utoljára pedig a "Tunyacsáp sztrájkol/Szandi, Spongyabob, és a hernyó"című részt adták le. Az évadnak négy részét, leadták a 3. évadban is, a "Látogatás a Veszélyes Vödörben", a "Frankenfirka", a "Rozsdás Érzelmek" és a "Temetői Műszak" című részt, mint az évad epizódjait, szóval lehet mondani, hogy ezek az epizódok két évadba is tartoznak.

## Epizódok
| 1  | „Lóg a cipőfűződ” | „Your Shoe's Untied”               | Walt Dohrn, Paul Tibbitt, Merriwether Williams        | 2000. november 2.    |  |  |  |  |  |
| 1  | Patrik cipőt vesz magának, és megkéri Spongyabobot, hogy segítsen neki bekötni. Ám Spongyabobnak is rá kell jönnie arra, hogy bizony elfelejtett cipőt kötni. |                                    |                                                       | 2000. november 2.    |  |  |  |  |  |
| 1  | |                                    |                                                       | 2000. november 2.    |  |  |  |  |  |
| 1  | „Tunyacsáp szabadnapja” | „Squid's Day Off”                  | Walt Dohrn, Paul Tibbitt, Merriwether Williams        | 2000. november 2.    |  |  |  |  |  |
| 1  | Rák úr egy baleset miatt nem tud a Rozsdás Rákollóban lenni, így Tunyacsápra bízza az éttermet. Ő azonban titokban szabadnapot vesz ki, de sosincs nyugta: mindig az jár a fejében, vajon Spongyabob hogyan teszi tönkre az éttermet a távollétében. |                                    |                                                       | 2000. november 2.    |  |  |  |  |  |
|    | |                                    |                                                       |                      |  |  |  |  |  |
| 2  | „Valami bűzlik” | „Something Smells”                 | Aaron Springer, C.H. Greenblatt, Merriwether Williams | 2000. október 26.    |  |  |  |  |  |
| 2  | Spongyabob vasárnapi reggeli gyanánt ketchupos hagymát eszik földimogyoróval, amitől rémes lesz a lehelete. Mindenki elrohan előle. Patrikhoz fordul tanácsért, de mivel neki nincs orra, azt mondja neki: azért futnak el előle, mert rémesen csúnya. |                                    |                                                       | 2000. október 26.    |  |  |  |  |  |
| 2  | |                                    |                                                       | 2000. október 26.    |  |  |  |  |  |
| 2  | „Erőszakos cipők” | „Bossy Boot”                       | Walt Dohrn, Paul Tibbitt, Mr. Lawrence                | 2000. október 26.    |  |  |  |  |  |
| 2  | Pearl egy időre a Rozsdás Rákollóhoz kerül, amelyet teljesen átszab saját ízlése szerint. Eleinte Spongyabob is lelkesedik az ötletért, de aztán be kell látnia, hogy Pearl mindent tönkretesz. |                                    |                                                       | 2000. október 26.    |  |  |  |  |  |
|    | |                                    |                                                       |                      |  |  |  |  |  |
| 3  | „A nagy rózsaszín balfék” | „Big Pink Loser”                   | Jay Lender, William Reiss, Merriwether Williams       | 2000. november 16.   |  |  |  |  |  |
| 3  | Patrik megirigyli, hogy Spongyabob olyan sok díjat nyert már, és elhatározza, hogy ő is jó akar lenni valamiben. Beáll a Rozsdás Rákollóba dolgozni, és mindent pontosan úgy csinál, mint Spongyabob. |                                    |                                                       | 2000. november 16.   |  |  |  |  |  |
| 3  | |                                    |                                                       | 2000. november 16.   |  |  |  |  |  |
| 3  | „'Buborékbarát” | „Bubble Buddy”                     | Jay Lender, William Reiss, Mr. Lawrence               | 2000. november 16.   |  |  |  |  |  |
| 3  | Mivel Patrik épp nincs a otthon, SpongyaBob buborékból fúj magának egy barátot. Az új társ azonban megkeseríti a környezetében élők napjait. |                                    |                                                       | 2000. november 16.   |  |  |  |  |  |
|    | |                                    |                                                       |                      |  |  |  |  |  |
| 4  | „Süteményre sóvárogva” | „Dying for Pie”                    | Aaron Springer, C.H. Greenblatt, Merriwether Williams | 2000. december 28.   |  |  |  |  |  |
| 4  | Tunyacsáp véletlenül egy süteménynek álcázott bombával lepi meg SpongyaBobot. Mivel tudja, hogy napnyugtakor felrobban, széppé akarja tenni életének hátralévő napjait. |                                    |                                                       | 2000. december 28.   |  |  |  |  |  |
| 4  | |                                    |                                                       | 2000. december 28.   |  |  |  |  |  |
| 4  | „Rákutánzat” | „Imitation Krabs”                  | Walt Dohrn, Paul Tibbitt, Mr. Lawrence                | 2000. december 28.   |  |  |  |  |  |
| 4  | Plankton zseniális tervet eszel ki: épít egy robot rákot, eltereli hosszú időre Rák úr figyelmét, Tunyacsápot később hazaküldi és ezek után a robot rákban próbálja megtalálni a titkos receptet. |                                    |                                                       | 2000. december 28.   |  |  |  |  |  |
|    | |                                    |                                                       |                      |  |  |  |  |  |
| 5  | „Hernyócska” | „Wormy”                            | Walt Dohrn, Paul Tibbitt, Merriwether Williams        | 2001. február 17.    |  |  |  |  |  |
| 5  | Szandi elutazik egy időre, állatait pedig SpongyaBobra és Patrikra bízza. Legjobban egy hernyót kedvelnek meg, aki viszont egyik napról a másikra pillangóvá változik. Azt hiszik, hogy a lepke egy rémes szörnyeteg, amely megette a hernyót. |                                    |                                                       | 2001. február 17.    |  |  |  |  |  |
| 5  | |                                    |                                                       | 2001. február 17.    |  |  |  |  |  |
| 5  | „Egy remek ötlet” | „Patty Hype”                       | Jay Lender, William Reiss, Mr. Lawrence               | 2001. február 17.    |  |  |  |  |  |
| 5  | A Rozsdás Rákollónak nem túl jó a forgalma, ezért Spongyabob kitalálja, hogy készítsenek színes herkentyűburgereket. Ezt mindenki butaságnak tartja, ezért Spongyabob egyedül lát a színes herkentyűburgerek árusításába. Miután kiderül, hogy a színes herkentyűburgerek sikeresek Rák uram próbálja megszerezni Spongyabob árusító bódéját.                                                 |                                    |                                                       | 2001. február 17.    |  |  |  |  |  |
|    | |                                    |                                                       |                      |  |  |  |  |  |
| 6  | „Nagymama csókjai” | „Grandma's Kisses”                 | Walt Dohrn, Paul Tibbitt, Merriwether Williams        | 2001. március 6.     |  |  |  |  |  |
| 6  | Spongyabobot felbosszantja, hogy mindenki kineveti őt, amikor a nagymamája megpuszilja. Elhatározza, hogy többé nem érdeklik a gyerekes dolgok. |                                    |                                                       | 2001. március 6.     |  |  |  |  |  |
| 6  | |                                    |                                                       | 2001. március 6.     |  |  |  |  |  |
| 6  | „Paradicsomi állapotok” | „Squidville”                       | Aaron Springer, C.H. Greenblatt, Merriwether Williams | 2001. március 6.     |  |  |  |  |  |
| 6  | Miután Tunyacsáp háza Spongyabobék levélszívóval való játéka közben megsemmisült, beköltözik egy otthonba, ahol csak tintahalak élnek. Eleinte a világ legjobb helyének találja, de aztán hamar unatkozni kezd, ezért elkezd ő is szórakozni a levélszívóval. |                                    |                                                       | 2001. március 6.     |  |  |  |  |  |
|    | |                                    |                                                       |                      |  |  |  |  |  |
| 7  | „Téli álom” | „Prehibernation Week”              | Aaron Springer, C.H. Greenblatt, Merriwether Williams | 2001. május 5.       |  |  |  |  |  |
| 7  | Szandinak már csak egy hete maradt arra, hogy jól érezze magát, mert hamarosan kezdődik a téli álom. Spongyabob segítségét kéri, aki azonban egyre nehezebben viseli a mókus agresszív játékait, ezért el is szökik. Szandi ekkor elkezdi kerestetni keményen mindenkivel Spongyabobot, mire mindenki elbújik.                                                                                |                                    |                                                       | 2001. május 5.       |  |  |  |  |  |
| 7  | |                                    |                                                       | 2001. május 5.       |  |  |  |  |  |
| 7  | „Tolvajok” | „Life of Crime”                    | Jay Lender, William Reiss, Mr. Lawrence               | 2001. május 5.       |  |  |  |  |  |
| 7  | Spongyabob és Patrik Rák úr példája alapján kölcsön vesznek egy lufit az ingyenlufi napon. Ám a lufi kilyukadt, de mivel nem tudják Spongyáék, hogy ingyenlufi nap van, ezért tolvajoknak hiszik magukat és elbujdosnak. Később a két barát összeveszik amikor eltűnik Patrik csokoládéja. |                                    |                                                       | 2001. május 5.       |  |  |  |  |  |
|    | |                                    |                                                       |                      |  |  |  |  |  |
| 8  | „Karácsony” | „Christmas Who?”                   | Walt Dohrn, Paul Tibbitt, Mr. Lawrence                | 2000. december 7.    |  |  |  |  |  |
| 8  | Spongyabob karácsonyi dupla epizódja és az első epizód, amiben Félszem a kalóz és papagája megjelenik. Szandi megismerteti Spongyabobbal a Karácsonyt, aki pedig mindenkinek elmondja, és főleg a Télapós rész tetszik mindenkinek. El is kezdenek készülni az ünnepekre és elküldeni a leveleket a Télapónak - kivéve Tunyacsápot.                                                           |                                    |                                                       | 2000. december 7.    |  |  |  |  |  |
|    | |                                    |                                                       |                      |  |  |  |  |  |
| 9  | „Hogyan éljük túl a telet?” | „Survival of The Idiots”           | Aaron Springer, C.H. Greenblatt, Merriwether Williams | 2001. március 5.     |  |  |  |  |  |
| 9  | Szandi éppen téli álmot alszik, de ennek ellenére Spongyabob és Patrik belátogatnak hozzá és játszanak a hóban. Csakhogy ha véletlenül megzavarják Szandit, akkor Szandi elkezd alva járni és elveri őket, mert texasi banditáknak nézi őket. Spongyáék próbálnak menekülni, de az ajtó befagyott, így kénytelenek várni tavaszig.                                                            |                                    |                                                       | 2001. március 5.     |  |  |  |  |  |
| 9  | |                                    |                                                       | 2001. március 5.     |  |  |  |  |  |
| 9  | „Magányosan” | „Dumped”                           | Paul Tibbitt, Walt Dohrn, Merriwether Williams        | 2001. március 5.     |  |  |  |  |  |
| 9  | Csigusz nem tud szakadni Patriktól, és őt választja Spongyabob helyett. Spongyabob magányosnak érzi magát, ezért új háziállatot keres. |                                    |                                                       | 2001. március 5.     |  |  |  |  |  |
|    | |                                    |                                                       |                      |  |  |  |  |  |
| 10 | „Jogosítvány” | „No Free Rides”                    | Aaron Springer, C.H. Greenblatt, Mr. Lawrence         | 2001. március 7.     |  |  |  |  |  |
| 10 | Spongyabob ismét megbukik a vizsgán, de Puff asszony nem akar vele eltölteni még egy évet, ezért egy teszttel megadja neki a jogosítványt. Ám Spongyabob csónakot kap, és ekkor Puff asszony megijed, hogy Spongyabob mekkora karambolokat csinálhat, ezért ellopja Spongyabob kocsiját. Ám Spongyabob is a kocsiban van, és próbálja a tolvajt megállítani.                                  |                                    |                                                       | 2001. március 7.     |  |  |  |  |  |
| 10 | |                                    |                                                       | 2001. március 7.     |  |  |  |  |  |
| 10 | „A leglelkesebb rajongó” | „I'm Your Biggest Fanatic”         | Jay Lender, William Reiss, Mr. Lawrence               | 2001. március 7.     |  |  |  |  |  |
| 10 | Spongyabob és Patrik a medúzavadász találkozóra mennek, és Spongyabob találkozik a legjobb medúzavadásszal, Kevinnel, aki az ő példaképe és jelentkezni akar a klubjába. Kevin úgy dönt, elviszi Spongyabobot medúzavadászatra, hogy lássa a kis szivacs meddig bírja a belépéshez szükséges próbatételeket.                                                                                  |                                    |                                                       | 2001. március 7.     |  |  |  |  |  |
|    | |                                    |                                                       |                      |  |  |  |  |  |
| 11 | „Hopszi és Kobaka 3” | „Mermaid Man and Barnacle Boy III” | Paul Tibbitt, Walt Dohrn, Merriwether Williams        | 2000. november 27.   |  |  |  |  |  |
| 11 | Míg Hopszi és Kobaka nyaralnak, addig Spongyabob és Patrik vigyáz a barlangjukra. Véletlenül kiolvasztják a gonosz Sugárembert, akire egy csiklandozó övet raktak, ami gombnyomásra csikizni kezdi. Sugárember átveri őket az övtől való szabadulásért, és elkezd jóságleckéket venni. |                                    |                                                       | 2000. november 27.   |  |  |  |  |  |
| 11 | |                                    |                                                       | 2000. november 27.   |  |  |  |  |  |
| 11 | „Mókustréfák” | „Squirrel Jokes”                   | Paul Tibbitt, Walt Dohrn, Merriwether Williams        | 2000. november 27.   |  |  |  |  |  |
| 11 | Spongyabob stand-up showt tart a Rozsdás Rákollóban, ám egészen addig nem nevetnek rajta, amíg nem kezdi el a mókusokat gúnyolni. Később Szandi keresi fel, mivel a viccekről komolyan azt gondolják, hogy igazak és Spongyabob választás elé áll: a barátságát vagy a karriert válassza? |                                    |                                                       | 2000. november 27.   |  |  |  |  |  |
|    | |                                    |                                                       |                      |  |  |  |  |  |
| 12 | „Ki a jobb?” | „Pressure”                         | Jay Lender, William Reiss, David B. Fain              | 2001. március 8.     |  |  |  |  |  |
| 12 | Spongya és Szandi azon vitatkoznak, hogy a szárazföldiek vagy a tengeriek a jobbak. Ezt úgy döntik el, hogy Spongyabobot, Patrikot, Rák urat és Tunyacsápot a szárazföldre küldik, és ha kibírják, akkor a tengeri élőlények a jobbak. |                                    |                                                       | 2001. március 8.     |  |  |  |  |  |
| 12 | |                                    |                                                       | 2001. március 8.     |  |  |  |  |  |
| 12 | „Egy szem földimogyoró” | „The Smoking Peanut”               | Paul Tibbitt, Walt Dohrn, Mr. Lawrence                | 2001. március 8.     |  |  |  |  |  |
| 12 | Spongyabob és Patrik egy csodálatos kagylót akarnak nézni, az viszont alszik. Spongyabob ekkor megdobja egy földimogyoróval, mire a kagyló hatalmas sírásba kezd. Patrik nyomozni kezd az ügyben, Spongyabob pedig nem tudja hogy mihez kezdjen. |                                    |                                                       | 2001. március 8.     |  |  |  |  |  |
|    | |                                    |                                                       |                      |  |  |  |  |  |
| 13 | „Matrózrablás” | „Shanghaied”                       | Aaron Springer, C.H. Greenblatt, Merriwether Williams | 2001. március 9.     |  |  |  |  |  |
| 13 | Tunyacsáp házánál egy horgony landol, amin Spongyával és Patrikkal felmászva panaszt akar tenni. Ám a Bolygó Hollandi hajója amire jutottak, és ezért örökké a matrózuk kell hogy legyenek. Mivel Tunyacsáp nem vállalja, ezért egy szörnyű helyre kerül, Spongyabob és Patrik pedig segítenek a Bolygó Hollandinak ijesztgetni, ám a szellemet kezdik idegesíteni.                           |                                    |                                                       | 2001. március 9.     |  |  |  |  |  |
| 13 | |                                    |                                                       |                      |  |  |  |  |  |
| 13 | „Csigusz fürdőt vesz” | „Garry Takes A Bath”               | Jay Lender, William Reiss, Mr. Lawrence               | 2003. július 26.     |  |  |  |  |  |
| 13 | Spongyabob próbálja megfürdetni Csiguszt, amihez minden módszert bevet sikertelenül. Ezután magába szívja a vizet, és próbálja lelocsolni vízzel Csiguszt. |                                    |                                                       | 2003. július 26.     |  |  |  |  |  |
|    | |                                    |                                                       |                      |  |  |  |  |  |
| 14 | „Látogatás a Veszélyes Vödörben” | „Welcome to the Chum Bucket”       | Walt Dohrn, Paul Tibbitt, Mr. Lawrence                | 2002. január 21.     |  |  |  |  |  |
| 14 | Rák úr kártyán elveszti Spongyabobot, aki Planktonhoz kerül. Plankton parancsolja Spongyának, hogy készítsen herkentyűburgert, vagy Spongya agya a robotszakácsba megy. Mivel Spongyának nem megy ott a sütés, ezért Plankton próbál megértő lenni Spongyával, és minden kívánságát teljesíteni.                                                                                              |                                    |                                                       | 2002. január 21.     |  |  |  |  |  |
| 14 | |                                    |                                                       | 2002. január 21.     |  |  |  |  |  |
| 14 | „Frankenfirka” | „Frankendoodle”                    | Walt Dohrn, Paul Tibbitt, Merriwether Williams        | 2002. január 21.     |  |  |  |  |  |
| 14 | Spongyabob és Patrik találnak egy ceruzát, ami minden rajzot életre kelt. Spongyabob mókából lerajzolja magát, ám Firkabob rossz dolgokat csinál, ráadásul még a ceruzát is ellopja, ezért Spongya és Patrik harcba indulnak a firka ellen. |                                    |                                                       | 2002. január 21.     |  |  |  |  |  |
|    | |                                    |                                                       |                      |  |  |  |  |  |
| 15 | „A titkos doboz” | „The Secret Box”                   | Walt Dohrn, Paul Tibbitt, Merriwether Williams        | 2001. szeptember 7.  |  |  |  |  |  |
| 15 | Patriknak van egy titkos doboza, amiben egy titkos dolog van. Spongyabob próbálja megnézni, de Patrik figyelmezteti, hogy ez a barátságukon változtatni fog. Ekkor Spongyabob úgy dönt éjszaka betör Patrikhoz, és meglesi a dobozt. |                                    |                                                       | 2001. szeptember 7.  |  |  |  |  |  |
| 15 | |                                    |                                                       | 2001. szeptember 7.  |  |  |  |  |  |
| 15 | „A tűzoltózenekar” | „Band Geeks”                       | C.H. Greenblatt, Aaron Springer, Merriwether Williams | 2001. szeptember 7.  |  |  |  |  |  |
| 15 | Tunyacsápot felhívja régi iskolatársa, a sikeressé vált Lábasfejű Leontin, aki megkéri Tunyát, hogy a zenekara szerepeljen az övé helyett a Buborék Csarnokban. Tunyacsápnak persze nincs együttese, ezért Bikinfenék lakóiból összetoboroz egyet. |                                    |                                                       | 2001. szeptember 7.  |  |  |  |  |  |
|    | |                                    |                                                       |                      |  |  |  |  |  |
| 16 | „Temetői műszak” | „Graveyards Shift”                 | Jay Lender, Dan Povenmire, Mr. Lawrence               | 2002. szeptember 6.  |  |  |  |  |  |
| 16 | Rák úr a több bevétel miatt bevezeti a Rozsdás Rákollóban az éjszakai műszakot, amit csak Spongyabob szeret. Tunyacsáp ráijeszt Spongyára az általa kitalált Szúró-vágó-darabolóval, aki esténként visszajár az étterembe. Ám este egyre valószínűbbnek látszik, hogy a rém létezik, főleg mert a Tunya által kitalált három előjel, ami a szúró-vágó-daraboló érkezését jelzi beteljesülnek. |                                    |                                                       | 2002. szeptember 6.  |  |  |  |  |  |
| 16 | |                                    |                                                       | 2002. szeptember 6.  |  |  |  |  |  |
| 16 | „Rozsdás érzelmek” | „Krusty Love”                      | Jay Lender, William Reiss, Mr. Lawrence               | 2002. szeptember 6.  |  |  |  |  |  |
| 16 | Rák úr beleszeret Puff asszonyba, Spongyabob tanárnőjébe, és minden pénzét rá költi. Ennek megakadályozásáért felkéri Spongyabobot, hogy kezelje a pénzét. |                                    |                                                       | 2002. szeptember 6.  |  |  |  |  |  |
|    | |                                    |                                                       |                      |  |  |  |  |  |
| 17 | „Halogatás” | „Procrastination”                  | Walt Dohrn, Paul Tibbitt, Mr. Lawrence                | 2001. november 30.   |  |  |  |  |  |
| 17 | Spongyabob házija, hogy írjon legalább 800 szót arról, hogy mit nem szabad csinálni a piros lámpánál. Spongyabob belekezdene, de egy szó sem jut eszébe, és ezért próbálja egyre későbbre halasztani a házit. |                                    |                                                       | 2001. november 30.   |  |  |  |  |  |
| 17 | |                                    |                                                       | 2001. november 30.   |  |  |  |  |  |
| 17 | „Üresfejűek” | „I'm With Stupid”                  | Aaron Springer, C.H. Greenblatt, Mark O'Hare          | 2001. november 30.   |  |  |  |  |  |
| 17 | Patrik szülei látogatóba jönnek, és Patrik nem szeretné azt, hogy túl butának hinnék még ha igazából az is. Ezért Spongyabob butának tetteti magát, hogy Patrikot okosnak higgyék. Ám Patrik túlzásokba esik, és tényleg ostobának tartja Spongyabobot. |                                    |                                                       | 2001. november 30.   |  |  |  |  |  |
|    | |                                    |                                                       |                      |  |  |  |  |  |
| 18 | „Tengerészbeszéd” | „Sailor Mouth”                     | Walt Dohrn, Paul Tibbitt, Merriwether Williams        | 2001. szeptember 21. |  |  |  |  |  |
| 18 | Spongyabob és Patrik a kukáknál találnak egy csúnya szót és elkezdik használni. Ám Rák úr elmondja, hogy ez egy csúnya szó, és ne merjék megint mondani. Ám mindketten újra kimondják, és versenyeznek, hogy ki árulja be előbb a másikat. |                                    |                                                       | 2001. szeptember 21. |  |  |  |  |  |
| 18 | |                                    |                                                       | 2001. szeptember 21. |  |  |  |  |  |
| 18 | „Az ismeretlen művész” | „Artist Unknown”                   | Walt Dohrn, Paul Tibbitt, Mark O'Hare                 | 2001. szeptember 21. |  |  |  |  |  |
| 18 | Spongyabob jelentkezik Tunyacsáp művészeti képzésére, ahol rengeteg mesterművet alkot, többek között egy szobrot, de Tunyacsáp elzavarja. De ekkor egy híres műgyűjtő el akarja vinni a szobrot, és a gazdáját híressé tenni. Ezt Tunyacsáp kihasználná, de a szobor eltörik, ezért próbál Spongyával gyorsan egy újat alkottatni.                                                            |                                    |                                                       | 2001. szeptember 21. |  |  |  |  |  |
|    | |                                    |                                                       |                      |  |  |  |  |  |
| 19 | „A medúzavadász” | „Jellyfish Hunter”                 | Walt Dohrn, Paul Tibbitt, Mark O'Hare                 | 2001. szeptember 28. |  |  |  |  |  |
| 19 | Spongyabob medúzazselés herkentyűburgert eszik, amit sokan megkóstolnak. Rák úr felismeri ebben a pénzszerzést, és minden medúzát befogat Spongyabobbal - kivéve a soha el nem kapott kék színű Névtelent, aki megmutatja Spongyának a valóságot, és együtt próbálják a medúzákat megmenteni.                                                                                                 |                                    |                                                       | 2001. szeptember 28. |  |  |  |  |  |
| 19 | |                                    |                                                       | 2001. szeptember 28. |  |  |  |  |  |
| 19 | „Szakácsjátékok” | „The Fry Cook Games”               | Jay Lender, Dan Povenmire, Merriwether Williams       | 2001. szeptember 28. |  |  |  |  |  |
| 19 | A Rozsdás Rákollót idén Spongyabob képviseli a szakácsjátékokon. Ám Plankton benevezi a Spongyával összeveszett Patrikot, és megkezdődik a két barát harca a győzelemért, amit végül egy birkózás dönt el. |                                    |                                                       | 2001. szeptember 28. |  |  |  |  |  |
|    | |                                    |                                                       |                      |  |  |  |  |  |
| 20 | „Tunyacsáp sztrájkol” | „Squid On Strike”                  | Walt Dohrn, Paul Tibbitt, Mark O'Hare                 | 2001. október 12.    |  |  |  |  |  |
| 20 | Tunyacsápnak elege lesz Rák úr igazságtalan bérelosztásáról, és Spongyával sztrájkolni kezd. Ám a sztrájkkal csak növelik az étterem bevételét, és Tunyacsáp elkezd alkudni Rák urammal, miközben Spongyabob tönkre akarja tenni az éttermet. |                                    |                                                       | 2001. október 12.    |  |  |  |  |  |
| 20 | |                                    |                                                       | 2001. október 12.    |  |  |  |  |  |
| 20 | „Szandi, Spongyabob, és a hernyó” | „Sandy, SpongeBob, and the Worm”   | Jay Lender, Dan Povenmire, Merriwether Williams       | 2001. október 12.    |  |  |  |  |  |
| 20 | Egy óriás alaszkai bivalyhernyó lepi el Bikinifenéket, aki ellen Szandi megy harcba, mivel a hernyó ellopta a farkát. Spongyabob is vele tart de eleinte csak azért, hogy megállítsa Szandit. Később viszont mindketten kénytelenek a hernyó elől menekülni. |                                    |                                                       | 2001. október 12.    |  |  |  |  |  |
|    | |                                    |                                                       |                      |  |  |  |  |  |

## Lásd még
- A Spongyabob Kockanadrág epizódjainak listája
- Spongyabob Kockanadrág (1. évad)
- Spongyabob Kockanadrág (3. évad)
- Spongyabob Kockanadrág (4. évad)
- Spongyabob Kockanadrág (5. évad)
- Spongyabob Kockanadrág (6. évad)